# Scobicia monticola
Scobicia monticola är en skalbaggsart som beskrevs av Fisher 1950. Scobicia monticola ingår i släktet Scobicia och familjen kapuschongbaggar. Inga underarter finns listade i Catalogue of Life.